# Saya San
Saya San (właśc. Ya Gyaw; ur. 24 października 1876 w Tabayin, Sikong, zm. 16 listopada 1931 w Tharyarwady, Pegu) – birmański działacz narodowy, mnich budyjski, lekarz i astrolog, który w 1930 został przywódcą powstania (tak zwana Armia Garudy) i proklamował się pretendentem do tronu. Został ujęty przez Brytyjczyków, skazany na karę śmierci i powieszony.